# Транквилли, Эллисон
Эллисон Петра Транквилли (англ. Allison Petra Tranquilli; в девичестве Кук (англ. Cook); род. 12 августа 1972 года в Мельбурне, штат Виктория, Австралия) — австралийская профессиональная баскетболистка, выступавшая в женской национальной баскетбольной лиге. Играла на позиции разыгрывающего защитника. Член Австралийского зала славы баскетбола с 2019 года.
В составе национальной сборной Австралии она выиграла бронзовые медали Олимпийских игр 1996 года в Атланте и серебряные медали Олимпийских игр 2004 года в Афинах, а также стала бронзовым призёром чемпионата мира 1998 года в Германии и мундиаля 2002 года в Китае, плюс принимала участие на домашнем чемпионате мира 1994 года.

## Ранние годы
Эллисон Транквилли родилась 12 августа 1972 года в городе Мельбурн (штат Виктория).